# 河合莞爾
河合 莞爾（かわい かんじ）は、日本の小説家・推理作家。執筆のかたわら、出版社で編集者として勤務している。

## 来歴
生年未詳。熊本県出身、早稲田大学法学部卒業後、出版社に勤務。
2012年、角川書店主催の第32回横溝正史ミステリ大賞において、『デッドマン』にて大賞を受賞しデビュー。
『さあ、地獄へ堕ちよう』（菅原和也）との同時受賞。同賞での大賞の2作同時受賞は、2007年以来5年ぶりであった。横溝正史ミステリ大賞の選考委員であった綾辻行人は、『デッドマン』を"島田荘司『占星術殺人事件』に「真っ向勝負」"と評した。
立川談志を敬愛し、立川の「落語とはイリュージョンである」という言葉に影響を受け、自らもイリュージョニストを目指したと表明している。
ペンネームの由来は、2011年に失った愛犬の名前だという。

## 作品

### 鏑木特捜班シリーズ
- デッドマン（2012年9月 角川書店 / 2014年8月 角川文庫）
- ドラゴンフライ（2013年7月 角川書店 / 2016年4月 角川文庫）
- ダンデライオン（2014年9月 角川書店 / 2016年7月 角川文庫）

### カンブリアシリーズ
- カンブリア 邪眼の章 警視庁「背理犯罪」捜査係（2020年3月 中公文庫）
- カンブリアⅡ 傀儡の章 警視庁「背理犯罪」捜査係（2021年6月 中公文庫）
- カンブリアⅢ 無化の章-警視庁「背理犯罪」捜査係（2023年4月 中公文庫）

### その他
- デビル・イン・ヘブン（2013年12月 祥伝社 / 2017年6月 祥伝社文庫）
- 粗忽長屋の殺人（2015年2月 光文社 / 2017年10月 光文社文庫）
  - 【収録作品】 短命の理由 / 寝床の秘密 / 粗忽長屋の殺人 / 高尾太夫は三度死ぬ
- 救済のゲーム（2015年6月 新潮社）
- 800年後に会いにいく（2016年8月 幻冬舎 / 2018年10月 幻冬舎文庫）
- スノウ・エンジェル（2017年6月 祥伝社 / 2021年5月 祥伝社文庫）
- 燃える水（2018年5月 KADOKAWA）
- ジャンヌ（2019年2月 祥伝社 / 2022年12月 祥伝社文庫）
- 豪球復活（2022年9月 講談社）
- かばい屋弁之助吟味控（2024年6月 祥伝社文庫）

### アンソロジー
『』内が河合莞爾の作品
- 地を這う捜査：「読楽」警察小説アンソロジー（2015年12月 徳間文庫）『また会おう』

## 交流のある作家
小野十傳
自身の頒布している開運銭「福本銭」を河合が所持しているとブログで明かしている。